# Atletismo nos Jogos Pan-Americanos de 2011 - Salto em distância feminino
A competição do salto em distância feminino foi um dos eventos do atletismo nos Jogos Pan-Americanos de 2011, em Guadalajara. Foi disputada no Estádio Telmex de Atletismo no dia 26 de outubro.

## Calendário
Horário local (UTC-6).
| Data          | Horário | Fase  |
| ------------- | ------- | ----- |
| 26 de outubro | 17:05   | Final |

## Medalhistas
| Ouro   | BRA Maurren Maggi     |
| Prata  | USA Shameka Marshall  |
| Bronze | COL Caterine Ibargüen |

## Recordes
Recordes mundial e pan-americano antes da disputa dos Jogos Pan-Americanos de 2011.
| Tipo                             | Atleta               | Marca  | Local        | Data                 |
| -------------------------------- | -------------------- | ------ | ------------ | -------------------- |
|                                  | Galina Chistyakova   | 7,52 m | Leningrado   | 11 de junho de 1988  |
| Recorde dos Jogos Pan-Americanos | Jackie Joyner-Kersee | 7,45 m | Indianápolis | 13 de agosto de 1987 |

## Resultados

### Final
| Pos.              | Atleta            | País               | 1    | 2    | 3    | 4    | 5    | 6    | Resultado | Obs.                 |
| ----------------- | ----------------- | ------------------ | ---- | ---- | ---- | ---- | ---- | ---- | --------- | -------------------- |
| Medalha de ouro   | Maurren Maggi     | BRA Brasil         | 6.58 | 6.80 | 6.94 | –    | 6.60 | –    | 6.94      | Recorde da temporada |
| Medalha de prata  | Shameka Marshall  | USA Estados Unidos | 6.73 | 6.43 | 6.46 | x    | 6.28 | 6.08 | 6.73      |                      |
| Medalha de bronze | Caterine Ibargüen | COL Colômbia       | 6.58 | 6.46 | 6.48 | 6.63 | 6.44 | 6.49 | 6.63      | Recorde pessoal      |
| 4                 | Suslaidys Girat   | CUB Cuba           | 6.60 | 6.31 | x    | 6.45 | x    | x    | 6.60      |                      |
| 5                 | Keila Costa       | BRA Brasil         | 6.37 | x    | 6.22 | 6.35 | 6.36 | 6.32 | 6.37      |                      |
| 6                 | Krysha Bayley     | CAN Canadá         | 6.36 | 6.27 | x    | x    | x    | 6.32 | 6.36      |                      |
| 7                 | Tori Polk         | USA Estados Unidos | 6.34 | 6.05 | x    | 6.02 | x    | 6.10 | 6.34      |                      |
| 8                 | Zoila Flores      | MEX México         | 6.08 | 6.22 | 6.08 | 5.85 | 6.16 | 6.06 | 6.22      |                      |
| 9                 | Yvonne Treviño    | MEX México         | 6.17 | 6.18 | x    |      |      |      | 6.18      |                      |
| 10                | Daniela Pávez     | CHI Chile          | x    | 5.96 | 5.99 |      |      |      | 5.99      |                      |
| 11                | Tricia Flores     | BIZ Belize         | 5.28 | 5.76 | 5.88 |      |      |      | 5.88      | Recorde da temporada |
| 12                | Yanique Levy      | JAM Jamaica        | x    | 5.81 | x    |      |      |      | 5.81      |                      |
| 13                | Nickevea Wilson   | JAM Jamaica        | x    | x    | 5.44 |      |      |      | 5.44      |                      |

Legenda
| Recorde mundial                  | Recorde mundial (World record)               |                       | Recorde africano                      | Recorde africano (African) |                                           | Q | Classificado por posição (Qualified) |
| Recorde dos Jogos Pan-Americanos | Recorde pan-americano (Pan-American record)  | Recorde da América    | Recorde da América (Americas)         | q                          | Classificado por melhor tempo (Qualified) |   |                                      |
| Melhor marca do ano              | Melhor marca do ano (World leading)          | Recorde asiático      | Recorde asiático (Asian)              | DNS                        | Não largou (Did not start)                |   |                                      |
| Recorde nacional                 | Recorde nacional (National record)           | Recorde europeu       | Recorde europeu (European)            | DNF                        | Não terminou (Did not finish)             |   |                                      |
| Recorde pessoal                  | Recorde pessoal do atleta (Personal best)    | Recorde da Oceania    | Recorde da Oceania (Oceania)          | DSQ / DQ                   | Desclassificado (Disqualified)            |   |                                      |
| Recorde da temporada             | Recorde da temporada do atleta (Season best) | Recorde sul-americano | Recorde sul-americano (South America) | NM                         | Sem marca (No mark)                       |   |                                      |